# Liz Huett

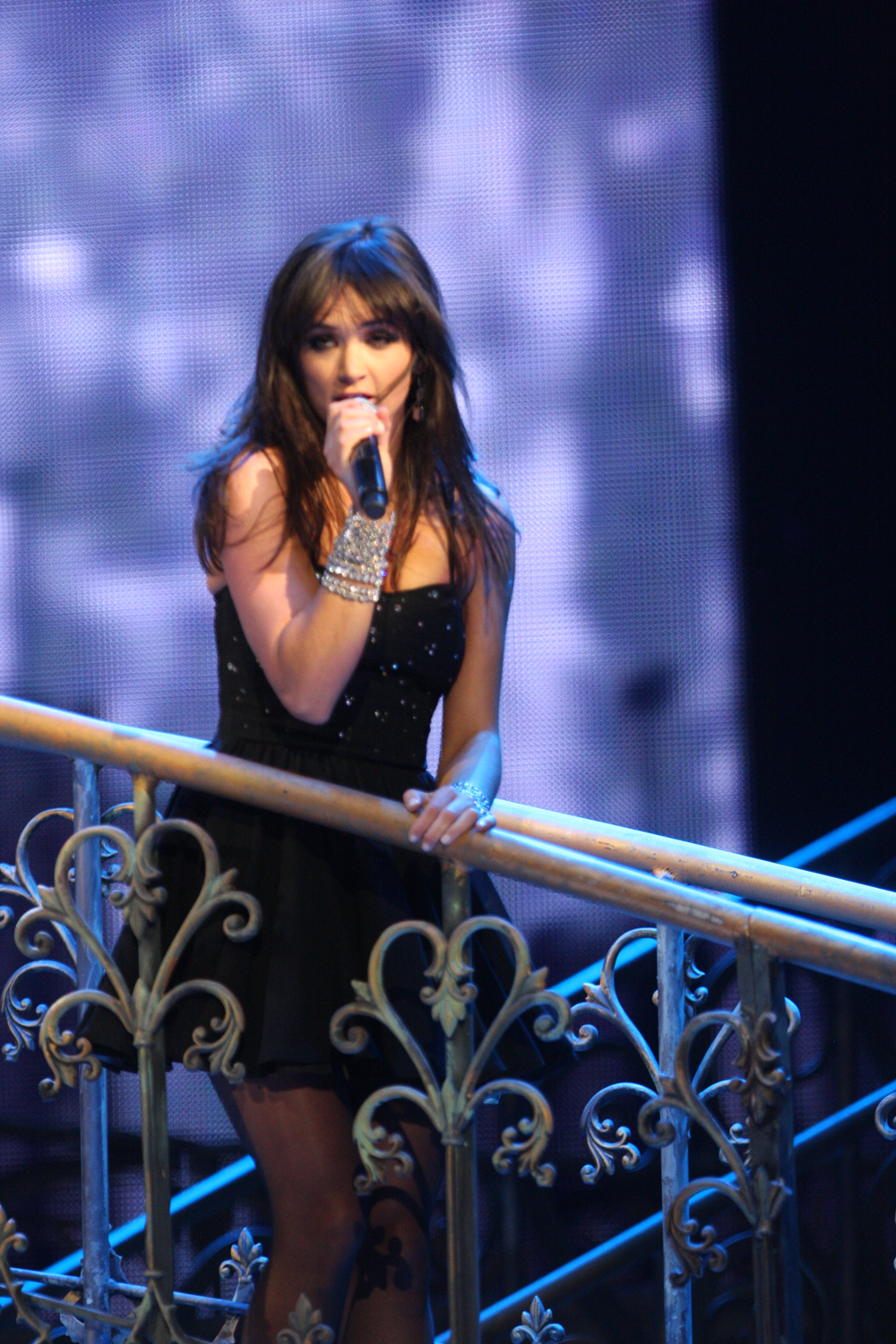
Elizabeth „Liz“ Huett (2012)

Elizabeth „Liz“ Huett (* 27. Mai 1987 in Riverside, Kalifornien) ist eine US-amerikanische Sängerin und Schauspielerin. Ende der 1990er Jahre bis Mitte der 2000er Jahre wirkte sie in mehreren Film- und Serienproduktionen als Kinderdarstellerin mit. Ab 2010 bis einschließlich 2012 unterstützte sie Taylor Swift als Hintergrundsängerin. Seit 2019 veröffentlicht sie ihre Musik unter ihrem eigenen Label Liz Huett. 

## Karriere
Huett wurde als Baby von einer Familie mit vier Kindern adoptiert und hält gute Beziehungen mit beiden Familien. 
Das erste Mal stand sie 1998 anlässlich des Films Star Force Soldier vor der Kamera. Es folgte eine Nebenrolle in Last Chance. 2001 wurde sie für ihre Leistungen in Social Misfits mit dem Young Artist Award als Beste Hauptdarstellerin ausgezeichnet. Sie gehörte zur Stammbesetzung der TV-Serie Black Scorpion. Es folgten weitere kleinere Rollen in The Brothers Garcia, P.O.V.: The Camera's Eye und Just Another Day in the Neighborhood. 2008 spielte sie sich in der TV-Serie Dance War: Bruno vs. Carrie Ann selbst.
Von 2010 bis 2012 war sie Backgroundsängerin von Taylor Swift. 2012 verließ sie Swift, um eine Solokarriere zu starten. Sie war unter anderen in den Musikvideos zu den Swift-Liedern You Belong with Me und Speak Now als ein Bandmitglied zu sehen. 
Die erste Single erschien im Label UMG Recordings. Danach wechselte Huett zum Label Interscope Records. Im Jahr 2015 unterschrieb Huett einen Vertrag bei Interscope Records und nahm eine Solo-EP auf, gab das Projekt jedoch auf, nachdem sie das Gefühl hatte, dass ihre Musik noch nicht ganz richtig oder bereit zur Veröffentlichung war. 2017 veröffentlichte Huett ihre erste Single STFU & Hold Me. Der Billboard meinte, dass sie „ihre Liebe zu radiotauglichem Pop mit Country-Vibes aus ihrer Zeit, als sie sich in Nashville die Zähne ausbiss“ kombiniere. Im Jahr 2019 veröffentlichte sie den Track That’s What You Get und Earmilk schrieb: „Huetts Stimme hat ein weiches, warmes Gefühl, sodass sie sich selbst dann, wenn sie am verletzlichsten ist, so tröstlich anfühlt.“

## Diskografie (Auswahl)
Singles
- 2017: STFU & Hold Me (UMG Recordings)
- 2017: STFU & Hold Me Acoustic (Interscope Records)
- 2017: H8U (Interscope Records)
- 2018: You Don't Know How It Feels (Interscope Records)
- 2018: Don’t LV U Anymore (Independent)
- 2018: Responsible (Independent)
- 2019: Put Me Back Together (Liz Huett)
- 2019: Nothing Personal (Liz Huett)
- 2019: That’s What You Get (Liz Huett)

## Filmografie (Auswahl)
- 1998: Star Force Soldier
- 1999: Last Chance
- 2001: Social Misfits
- 2001: Black Scorpion (Fernsehserie, 22 Episoden)
- 2002: The Brothers Garcia (Fernsehserie, Episode 3x01)
- 2003: P.O.V.: The Camera’s Eye
- 2004: Just Another Day in the Neighborhood

### Musikvideos
- 2009: Taylor Swift: You Belong with Me
- 2010: Taylor Swift: Speak Now
- 2011: Taylor Swift: Speak Now World Tour Live